# Powiat sokołowski

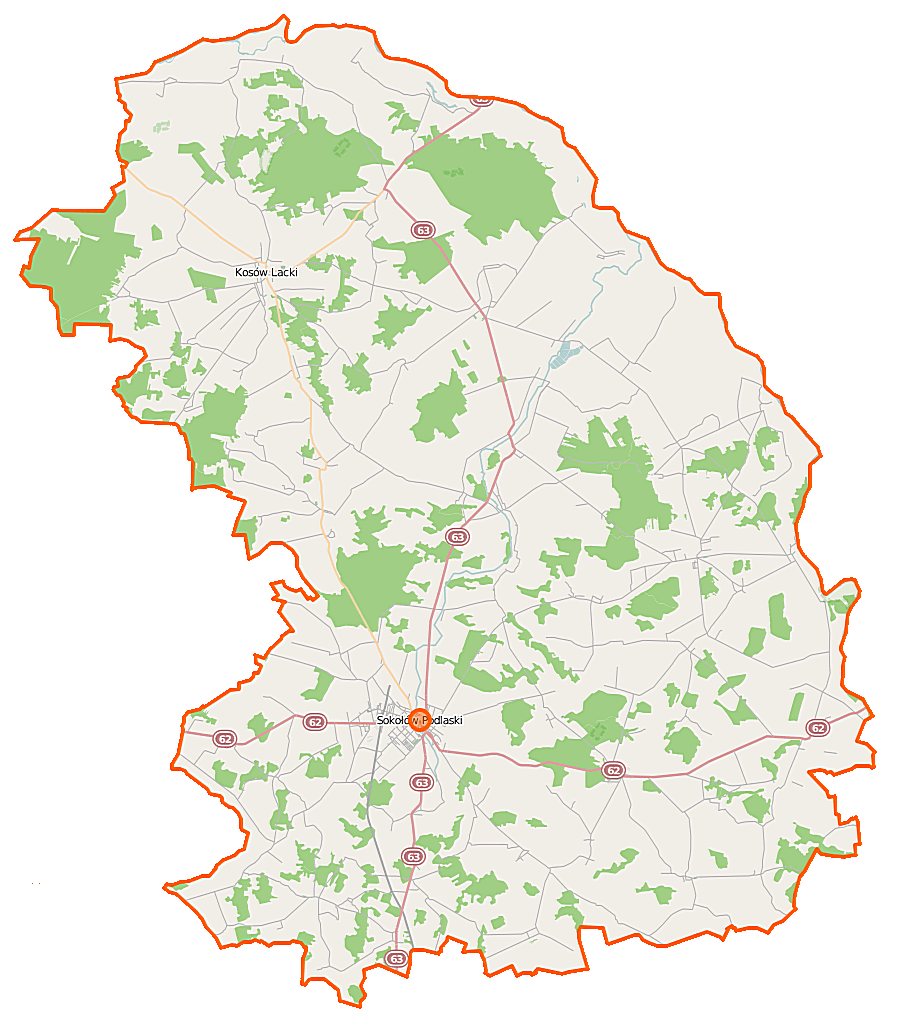
Mapa powiatu

Powiat sokołowski – powiat w Polsce, we wschodniej części województwa mazowieckiego, utworzony w 1999 roku w ramach reformy administracyjnej. Jego siedzibą jest miasto Sokołów Podlaski.
W skład powiatu wchodzi 9 gmin:
- gminy miejskie: Sokołów Podlaski
- gminy miejsko-wiejskie: Kosów Lacki
- gminy wiejskie: Bielany, Ceranów, Jabłonna Lacka, Repki, Sabnie, Sokołów Podlaski, Sterdyń
- miasta: Sokołów Podlaski, Kosów Lacki

Według danych z 31 grudnia 2019 roku powiat zamieszkiwały 53 804 osoby. Natomiast według danych z 30 czerwca 2020 roku powiat zamieszkiwało 53 617 osób.

## Demografia

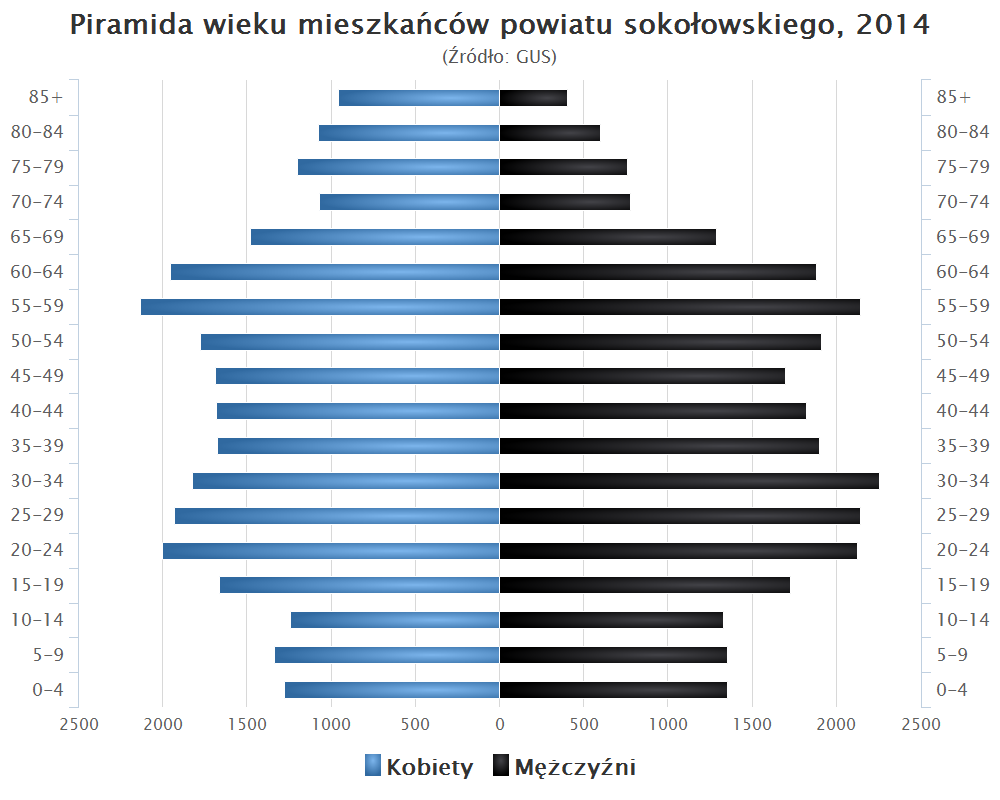
Piramida wieku mieszkańców powiatu sokołowskiego w 2014 roku

Liczba ludności (dane z 13 listopada 2005):
|        | Ogółem | Ogółem | Kobiety | Kobiety | Mężczyźni | Mężczyźni |
| osób   | %      | osób   | %       | osób    | %         |           |
| ------ | ------ | ------ | ------- | ------- | --------- | --------- |
| Ogółem | 61 213 | 100    | 30 937  | 50,54   | 30 276    | 49,46     |
| Miasto | 21 638 | 35,35  | 11 260  | 18,39   | 10 378    | 16,95     |
| Wieś   | 39 575 | 64,65  | 19 677  | 32,15   | 19 898    | 32,51     |

▶Wieś vs ▶miasto
Ogółem (▶k, ▶m)
Miasto (▶k, ▶m)
Wieś (▶k, ▶m)

## Sąsiednie powiaty
- powiat siedlecki
- powiat węgrowski
- powiat ostrowski
- powiat wysokomazowiecki (podlaskie)
- powiat siemiatycki (podlaskie)